# Василь (Величковський)
Василь Володимирович Величковський (1 червня 1903, Станиславів — 30 червня 1973, Вінніпег) — новомученик Української греко-католицької церкви, релігійний діяч, єпископ УГКЦ, редемпторист.

## Життєпис
Василь Величковський народився 1 червня 1903 року в Станиславові в родині греко-католицького священника о. Володимира Величковського, пароха села Шупарка, та доньки о. Миколая Теодоровича й Харитини з Онишкевичів. Рід Величковських походив зі східної України, з села Величків. При цьому, родину можна назвати священничою, адже представники останньої присвячували себе служінню впродовж трьох сотень років.
Василь Величковський відвідував початкову школу в селі Пробіжна на Чортківщині, а опісля навчався у василіанському інституті святого Йосафата. Гімназію Василь Величковський закінчив у Городенці, де його застала Перша світова війна. 1918 року він вступив до лав Українських січових стрільців.
У 1920 році вступив на богословські студії до львівської духовної семінарії, де професором догматики був о. д-р Йосиф Сліпий. Водночас у Таємному українському університеті він вивчав право. Дияконські свячення Василь отримав у 1923 році з рук митрополита Андрея Шептицького. 29 серпня 1925 року, після чотирьох років навчання у семінарії, Величковський склав перші монаші обіти та вступив до згромадження Отців редемптористів у селі Голоско біля Львова під патронатом отця Йосифа Схрейверса. 9 жовтня того ж року, він прийняв тайну священства від єпископа Луцького і Острозького кир Йосифа Боцяна. Згодом два роки працював вчителем у ювенаті — малій семінарії отців-редемптористів у Збоїщах біля Львова. 1927 року переведений до монастиря у Станіславові.
З 1928 року ієромонах Василь — учитель і місіонер на Волині. У серпні того ж року о. Василя Величковського призначили займатися духовною опікою галицьких переселенців. У 1930 році з дозволу маршала Пілсудського переобладнав римо-католицький костел у Ковелі на греко-католицьку церкву.
У 1935 році на вимогу польської влади о. Василь покинув Ковель та повернувся в монастир у Станиславові. У 1936 році був одним із головних доповідачів на Об'єднавчому з'їзді УГКЦ у Львові. Він виголосив для отців реферат про методику унійної праці серед православних, наголошуючи на необхідності дотримуватися східної традиції в Богослужіннях і проповідях. У 1938 році випустив ювілейний альманах до 25-ї роковини з початку діяльності редемптористів в Україні.
У 1939 році вперше викликаний на допит у НКВС за організації масової процесії, але був відпущений. У 1941 році, за дорученням митрополита Андрея Шептицького і на прохання громади, відбув у Кам'янець-Подільський. Пробув там три доби, але через наклепи військовий комендант німецької окупаційної влади міста наказав йому під загрозою розстрілу упродовж доби покинути місто.
З 1942 року — ігумен монастиря в Тернополі. 7 серпня 1945 року отця Василя Величковського заарештовано. У слідчому ізоляторі НКВС йому пропонували перейти на православ'я, після твердої відмови відправили до Києва, де за «активну антирадянську пропаганду» обласний суд виніс вирок найвищої міри покарання через розстріл. Згодом смертний вирок замінено 10 роками примусової праці під Воркутою. Служив літургію в невикористовуваних галереях шахти. Восени 1953 року звинувачений в організації страйку ув'язнених і переведений до Володимирської в'язниці. Після відбуття ним тюремного терміну його повернули назад у табір.
Повернувся до Львова в 1955 році й зайнявся організацією життя УГКЦ в підпіллі. Упродовж 1955–1969 років о. Василь мешкав у Львові в будинку на площі Возз'єднання, 11 у квартирі № 3. Ця квартира була осередком підпільної УГКЦ. Тут вірні підпільної церкви отримували таїнства хрещення, шлюбу, сповідалися, брали участь у Літургіях. У сусідній квартирі жив єврей, який попереджав о.Василя про небезпеку.
У 1959 році Папа Іван XXIII номінував його єпископом; архієрейські свячення прийняв 4 лютого 1963 року від звільненого з ув'язнення митрополита Йосифа Сліпого. Свячення відбулося у Москві. Надалі Луцький єпископ Василь був місцеблюстителем глави УГКЦ в Україні.
23 січня 1969 року повторно ув'язнений на три роки. Вироком Судової колегії у кримінальних справах Псковського обласного суду від 23.09.1969 року, Василь Величковський був засуджений за ч. 2 ст. 138, ст. 187-1, ст. 42 КК України 1960 року (порушення законів про відокремлення церкви від держави і розповсюдження неправдивих вигадок на радянський державний і суспільний устрій) на 3 роки позбавлення волі у виправно-трудовій колонії суворого режиму. Насправді — через висвячення священників та поширення релігійної літератури. Друге своє ув'язнення о. Василь відбував у тюрмі міста Комунарська на Донбасі (нині — Алчевськ на Луганщині). Після закінчення терміну 27 січня 1972 року виселений за межі СРСР.
Певний час після вигнання з СРСР о. Василь Величковський провів у Загребі у рідної сестри. Далі був Рим, де він зустрічався з Блаженнішим Верховним архиєпископом і кардиналом Йосифом Сліпим, а також мав розмову з Папою Римським Павлом VI, розповідав останньому про переслідування УГКЦ в СРСР. Врешті, на запрошення колеги з ордену редемптористів митрополита Максима (Германюка), о. Василь переїхав до Канади. Там спілкувався з представниками української діаспори, молоддю. Відвідав з візитами Торонто, Філадельфію, Едмонтон та інші міста Північної Америки.
Відійшов у засвіти 30 червня 1973 року у Вінніпезі (Канада).

## Беатифікація
24 квітня 2001 року в присутності Його Святості папи Римського Івана Павла II у Ватикані проголошено декрети мучеництва, героїчних чеснот та чуд 52 слуг Божих. Декрети стосувалися і 28 слуг Божих Української греко-католицької церкви. Одним із декретів стверджено мучеництво 26 кандидатів архиєпархіального процесу, завершеного у Львові 2 березня. Передана звідти документація на кожного з них містила життєпис, відомості про мученицьку смерть, а також богословський аналіз його праць, якщо такі були. Визнано мученицьку смерть 8 єпископів, 14 священиків, 3 монахинь і одного мирянина. Під час пастирського візиту в Україну Святіший Отець 27 червня 2001 року на полі львівського іподрому під час Божественної Літургії у візантійсько-слов'янському обряді проголосив блаженними (тобто, у східному розумінні — святими) 28 українських мучеників і вірних слуг Божих УГКЦ. Тоді вперше чин беатифікації за латинським обрядом звершено на українській землі, як і вперше — в контексті східної Літургії.

До гідності блаженних (тобто святих) піднесено мучеників УГКЦ спеціальною формулою беатифікації:
|  | Нашою апостольською владою ми дозволяємо, щоб відтепер і надалі всечесних Слуг Божих величати блаженними і щоб їхні свята (празники) святкували кожного року у місцях і відповідно до чину |

Молебень і Акафіст до Блаженного священномученика Величковського уклав о. Іван Сіянчук, протоігумен редемптористів у Канаді.
Українська греко-католицька церква вшановує літургійну пам'ять блаженного священномученика Василія Величковського 27 червня разом з іншими новомучениками.. Є численні свідчення чудес, які здійснилися за заступництвом блаженного.

## Перенесення мощей блаженного Василія Величковського

Меморіальна таблиця на площі Соборній у Львові

Церемонія перенесення тлінних останків Блаженного Василія Величковського до храму святого Йосифа відбулася 16 вересня 2002 року, в м. Вінніпег. Відкривши труну, очевидці завмерли в подиві й благовісті — тілотіло Блаженного Василія не зазнало змін: обличчя й борода променіли святістю, руки були тілесного кольору й тримали хрест. Пролежавши в землі майже тридцять літ, Блаженний Владика Василій лежав як живий, попри те, що одяг і труна зітліли: нетлінне тіло помили, почистили й зодягнули в нові архієрейські ризи.
Мощі Блаженного Василія Величковського вшановують паломники із Західної Канади і США — і не лише українського походження, а й інших національностей та різних конфесій. У прибудованій до церкви каплиці паломники моляться; є і свідчення про одержані чудесну поміч та оздоровлення.

## Реабілітація
Прокуратура у Львівській області реабілітувала Василя Величковського. У повідомленні прес-служби львівської прокуратури про це говориться:
|  | Положеннями ст. 1 ЗУ «Про реабілітацію жертв політичних репресій в Україні» від 17.04.1991 року визнано реабілітованих осіб, засуджених за поширення завідомо неправдивих вигадок, що ганьблять радянський державний і суспільний лад, а також за порушення законів про відокремлення церкви від держави і школи від церкви, а потім висновком прокуратури Львівської області від 31.03.2017 року Василь Величковський реабілітований. |

## Вшанування
У жовтні 2007 року відкрито та посвячено музей блаженного священномученика Василя Величковського. Музей розташовано у квартирі під № 3 на площі Соборній, 11, в якій упродовж 1955–1969 років мешкав о. Василь Величковський. Також на фасаді цього ж будинку встановлено меморіальну таблицю, яка сповіщає про те, що тут у 1955–1969 роках мешкав єпископ-сповідник віри, місцеблюститель УГКЦ, Блаженний Василій Величковський.